# Rhyacophila orobica
Rhyacophila orobica là một loài Trichoptera trong họ Rhyacophilidae. Chúng phân bố ở miền Cổ bắc.